# Auyan
De Auyan of Auyantepui is de meestbezochte tepui in Venezuela. De naam van de berg is afkomstig uit het Pemón, de taal van de inheemse bevolking van Venezuela, Brazilië en Guyana, en betekent "duivelsberg". Het is tevens de grootste van de tepuis die voorkomen in de Venezolaanse staat Bolívar.
Auyan heeft een maximale hoogte van 2535 meter en een oppervlakte van ongeveer 700 km². De tepui wordt gekenmerkt door de hoogste vrij vallende waterval ter wereld; de Ángelwaterval.
In 1933 verwierf de tepui Auyan internationale faam toen de Ángelwaterval bij toeval ontdekt werd door Jimmie Angel, die er met zijn vliegtuigje overheen vloog. De waterval werd naar hem genoemd.